# Multiverse of Matches (2022)
Pour les articles homonymes, voir Sacrifice (homonymie) et No Surrender.
Multiverse of Matches est un événement de catch professionnel produit par la fédération Impact Wrestling. Il se déroulera le 1er avril 2022 à Dallas au Texas au sein du Fairmont Hotel. Il sera diffusé exclusivement sur Fite TV.

## Contexte
Cet événement de catch professionnel présente différents matchs impliquant des catcheurs heel (méchant) et face (gentil), ils combattent sous un script écrit à l'avance.

## Tableau des matches
| Ordre par numéros                                                                         | Résultat | Stipulation(s)                                                            | Temps |
| ----------------------------------------------------------------------------------------- | --- | ------------------------------------------------------------------------- | ----- |
| 1                                                                                         | Trey Miguel (c) bat Blake Christian, Chris Bey, Jordynne Grace, Rich Swann et Vincent                                                               | Ultimate X match pour le Impact X Division Championship                   | 7:27  |
| 2                                                                                         | Mickie James et Nick Aldis battent Chelsea Green et Matt Cardona                                                                                    | Mixed Tag team match                                                      | 7:04  |
| 3                                                                                         | Mike Bailey bat Alex Shelley | Singles match                                                             | 15:03 |
| 4                                                                                         | The Influence (Madison Rayne et Tenille Dashwood) (c) battent Decay (Havok et Rosemary), Gisele Shaw & Lady Frost et Savannah Evans et Tasha Steelz | Fatal 4-Way Tag Team match pour les Impact Knockout Tag Team Championship | 9:02  |
| 5                                                                                         | Tomohiro Ishii bat Eddie Edwards | Singles match                                                             | 14:59 |
| 6                                                                                         | JONAH et Josh Alexander battent Moose et PCO | Tag team match                                                            | 12:47 |
| 7                                                                                         | Deonna Purrazzo (c) bat Faby Apache | Singles match pour le AAA Reina de Reinas Championship                    | 8:52  |
| 8                                                                                         | Chris Sabin bat Jay White | Singles match                                                             | 16:00 |
| 9                                                                                         | The Good Brothers (Doc Gallows et Karl Anderson) battent The Briscoe Brothers (Jay Briscoe et Mark Briscoe)                                         | Tag team match                                                            | 9:46  |
| La lettre C placée entre parenthèses désigne la personne ou l’équipe championne en titre. | |                                                                           |       |